# Жемчужина и волна (картина)
«Жемчужина и волна» (фр. La Vague et la Perle) — картина французского живописца Поля Бодри, написанная в 1862 году. Одна из самых известных картин, изображающих обнажённую женщину, времён Второй французской империи.

## История
Картина была написана в 1862 году и является одной из наиболее известных полотен Бодри этого периода. В 1863 году её приобрела императрица Франции Евгения де Монтихо за 20 тысяч франков. Она стала второй по стоимости картиной того времени. С 1904 года картина находится в мадридском музее Прадо.

## Описание
На картине изображена обнажённая женщина, лежащая на краю скалистого морского берега, обернувшаяся через плечо в сторону зрителя на фоне бьющихся о берег волн. Может быть аллюзией мифа о рождении Венеры.

Тёмно-синяя пенистая волна вынесла могучим всплеском на берег обаятельную женщину, подобную драгоценной жемчужине. Кажется, что она только что проснулась ото сна, лукавые влажные глаза улыбаются. Она дерзко высовывает светлую головку из-под закинутых кверху рук и потягивает нежным движением юношески стройное, но полное тело. Красавицы Бугро и Кабанеля кажутся восковыми, их портят искусственные прикрасы. Венера Бодри совсем живая — в ней сохранилась индивидуальная красота модели.— 

## Критика
Картина вызвала большой интерес современников. Она получила похвальные отзывы критиков за техничность и исключительное качество. Американский художник и писатель Кеньон Кокс назвал картину «самой совершенной картиной обнажённой XIX века». Он описывал некоторые особенности полотна как «благодать осанки», «округлое, но стройное тело», «видимые ямки на плечах», «аромат тонких линий и прелесть цветов», «твёрдая, но таинственная лепка», «безупречность чувственной поверхности». Всё это, по его мнению, делает картину настоящим шедевром.
Искусствовед Бейли Ван Хук рассматривал картину как один из примеров изображения обнажённой, на котором женщина показана вяло возлежащей для удовлетворения вуайеристического взгляда. Французский критик Жюль-Антуан прокомментировал полотно так, что, по его мнению, женщина на картине может быть «персидской модисткой… в засаде на миллионера, сбившегося с пути в этом диком месте».